# Willem Vrugt

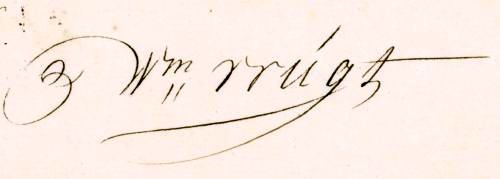
Signatur des Willem Vrugt, um 1756

Willem Vrugt (* 8. Dezember 1715 in Diepenheim; † 4. März 1766 in Kapstadt) war ein niederländischer Seekommandant der VOC und Hafenmeister.

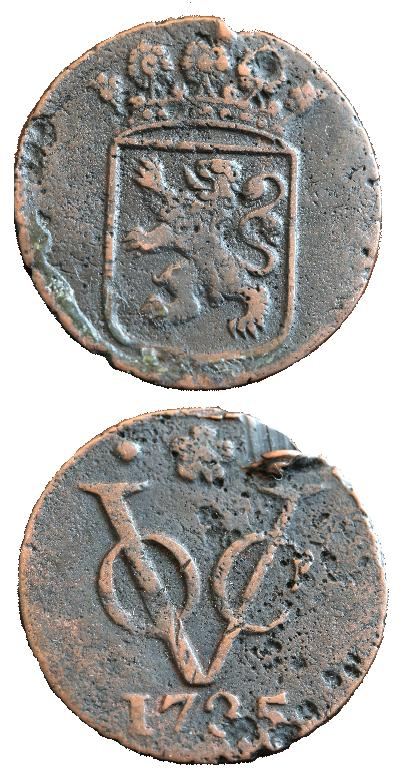
VOC-Münze Deut 1735

## Frühe Laufbahn
Willem Vrugt (auch: Vrucht) war der Sohn eines Gerrit ter Vrucht und der Anna Geertruijdt Witbeeken. Er trat als 14-Jähriger in den Dienst der Niederländischen Ostindien-Kompanie (Niederländisch: Vereenigde Oost-Indische Compagnie; VOC). Er wurde am 4. Juli 1732 für alle Arten von Aufgaben an Bord eingesetzt und segelte auf dem Schiff Susanna nach Batavia. Am 2. Dezember 1738 reiste er als Constapelsmaat (Helfer des Unteroffiziers, der für die Unterhaltung der Schiffskanonen und der Munition verantwortlich war) nach Ceylon. Am 17. Februar 1739 diente er als dritter Steuermann (Derde Stuurman) auf dem nach Batavia reisenden Schiff Gaasperdam. Er wurde zum Untersteuermann (Onderstuurman) befördert und diente 1742–1744 auf dem Kriegsschiff Herstelder, das den Gouverneur van Imhoff transportierte. Nach seiner Rückkehr heiratete Vrugt am 26. Juli 1744 in Amsterdam seine erste Frau Suzanna Duijm. Am 21. Januar 1745 war er der Skipper (Schipper) auf der Weltevreden nach Ceylon, am 27. Oktober 1747 auf der Osdorp nach Batavia und am 24. Januar 1749 auf demselben Schiff bei der Retourfahrt von Batavia nach Texel. Am 9. März 1753 war er Kapitän (Kapitein) der Amstelveen auf dem Weg nach Batavia.

## Beförderung
Nachdem er seit 2. November 1754 als Kapitän die Stadwijk über Kapstadt sicher nach Batavia gebracht hatte, wurde er 1755 durch den Generalgouverneur von Niederländisch-Indien, wohl Jacob Mossel als dem Nachfolger des Gustaaf Willem van Imhoff, nach üblichem Zeremoniell auf der Reede vor Batavia zum Kommandeur zur See (Commandeur ter zee) ernannt. Als Flottenkommandant reiste Vrugt am 30. Oktober 1755 an Bord der Stadwijk von Batavia zurück nach Texel und befehligte dabei die Retourflotte, einen Konvoi, in dem, wie damals üblich, mehrere Schiffe zugleich zusammengefasst waren, unter anderem die ‘t Huijs te Manpad, Toornvliet, Delft und die Langewijk. Am 28. Dezember 1755 erreichte die Stadwijk Kapstadt, und am 3. März 1756 segelte man zurück nach Texel, das am 26. Juli 1756 erreicht wurde. Kommandeur Vrugt gab kurz darauf seine Stelle ab und blieb zunächst repatriiert in der Heimat. Am 30. Dezember 1757 segelte er wieder als Kapitän der Osdorp nach Bengalen. Die letzte Reise unter seiner Führung erfolgte von Batavia nach Kapstadt. Dies ergibt sich aus einem Schreiben des Kapstadter Gouverneurs und Rates vom 12. Februar 1762 an den Generalgouverneur und Rat von Niederländisch-Indien, in dem stand: „Der Kapitän des gegenwärtigen Retourschiffs Generalgouverneur, Willem Vrugt, wird anstelle von Hendrik Taal zum neuen Equipagemeester in Kapstadt ernannt“.

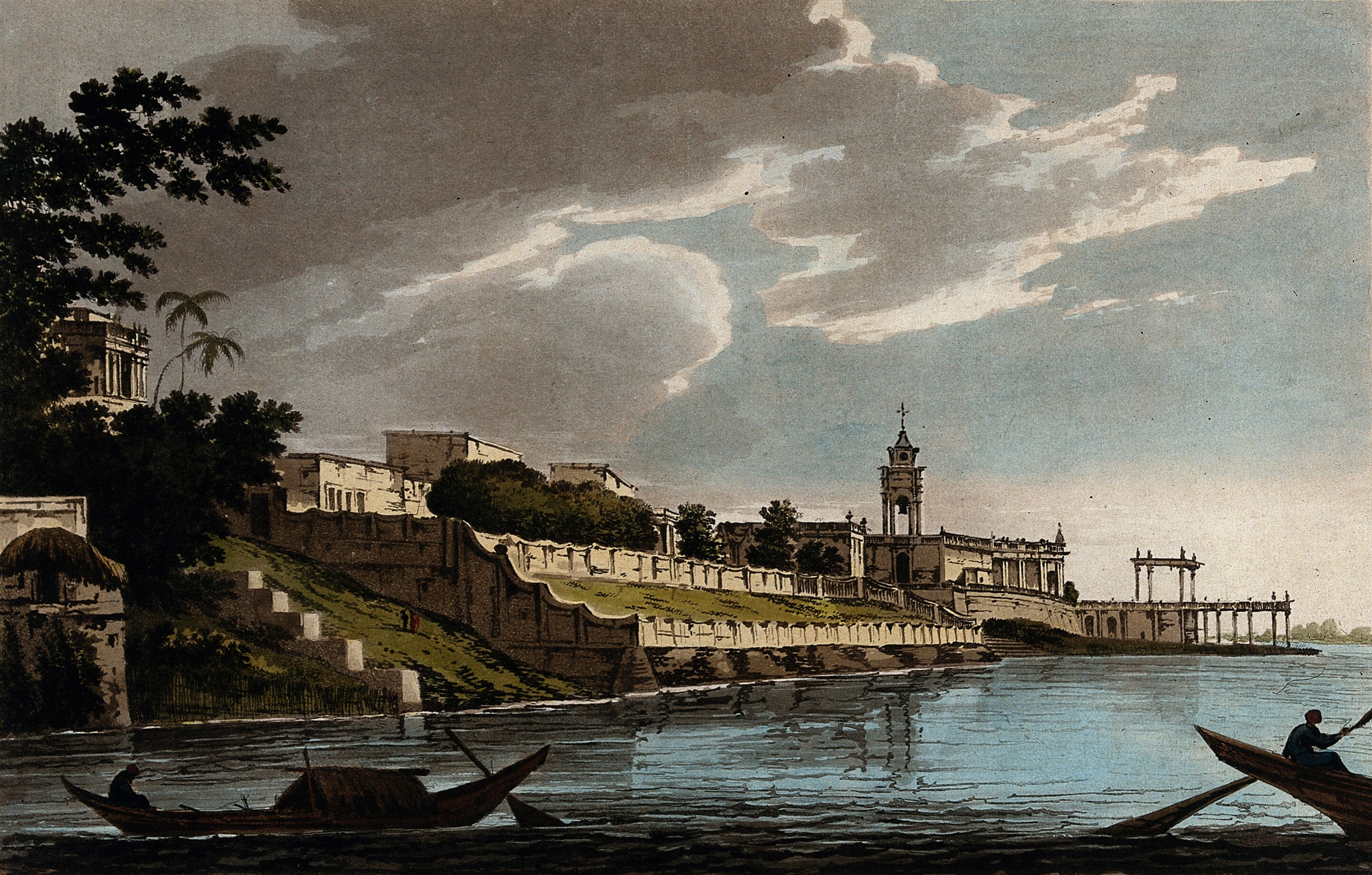
Niederländische Faktorei in Chinsurah in Bengalen

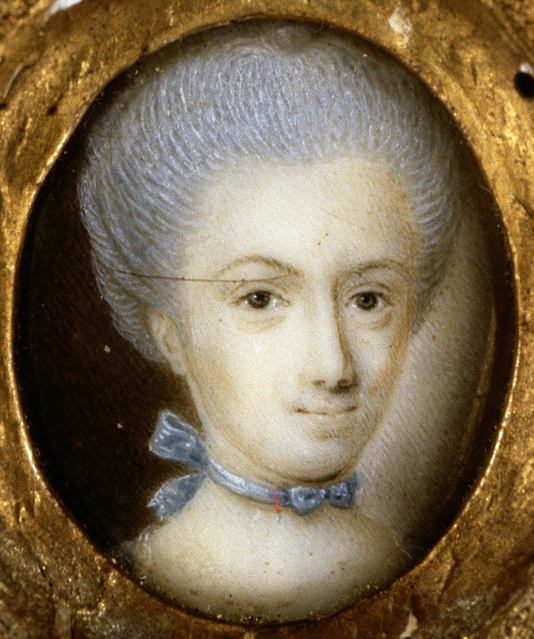
Isabella Anita Vrugt, geb. Heijning

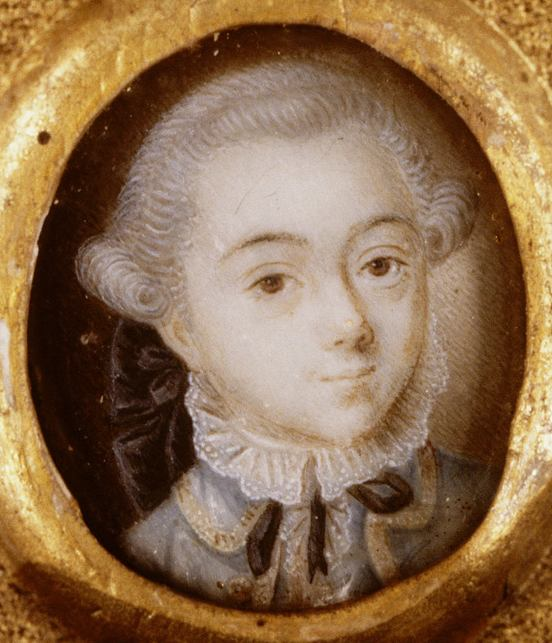
Willem Nicolaas Vrugt

## Leben in Kapstadt
Vrugt ließ seine erste Ehefrau Suzanna Duijm (1725–1763) nach Südafrika kommen, die aber schon 1763 verstarb. Willem Vrugt blieb zeitlebens Hafenmeister und Superintendent von Kapstadt, ein mit Macht über nahezu alle Schiffsbewegungen am Kap und einer stattlichen Amtsresidenz verbundener, begehrter Posten, der regelmäßig an einen ehemaligen Kommandeur zur See vergeben wurde. Vrugts älteste Söhne aus erster Ehe, Servaas und Willem, begannen in jungen Jahren ebenfalls eine Laufbahn zur See. Servaas starb aber schon am 10. Juni 1766 und sein Bruder Willem am 9. Februar 1763.
Am 13. Januar 1765 heiratete er in zweiter Ehe die Isabella Anita Heijning (* 14. Juni 1744 in Amsterdam; † 6. August 1819 ebenda) in Kapstadt und verstarb im März des nächsten Jahres. Aus der Ehe entsprang der einzige überlebende Sohn, Willem Nicolaas Vrugt (1765–1831), der am 17. November 1765 in Kapstadt zum reformierten Bekenntnis getauft wurde.
Vrugts jung verwitwete Frau Isabella war die Tochter der Maria Magdalena Pasques de Chavonnes
(* 1718 Batavia; † 1786 Chinsura) und des am Kap geborenen VOC-Onderkoopman und Justizrats, einst Chef der VOC-Faktorei Chinsurah in Bengalen, Daniel Heijningh (1714–1761). Sie war Enkelin des Nicolaas Heijningh (* 1686 Delft; † 1759 Kapstadt) und muss Mitglied einer reichen und vermeintlich humanistisch eingestellten Familie gewesen sein, da in den Akten öfters die Freilassung von Sklaven und Sklavinnen bis ins Jahr 1787 erwähnt wird, wobei Isabella in diesem Jahr die Heimreise nach Europa an Bord der Straalen antrat. Ihren Sohn hatte sie als 8-jährigen schon 1774 vorausgeschickt, um ihm eine gute Ausbildung in der Heimat zu sichern.
Der Sohn Willem Nicolaas Vrugt war ab 1. Mai 1784 Leutnant, ab 1792 Kapitänleutnant zur See bei der Admiralität von Amsterdam. Von 5. Juli 1814 bis 25. März 1817 war er Kapitän. Er heiratete am 25. Januar 1788 in Amsterdam die Sophia Albertina Henriette May (1763–1824) aus Kattenburg und hatte eine Tochter, Maria Jacoba Vrugt (1792–1859). Willem Nicolaas Vrugt starb am 17. Februar 1831 in Amsterdam.